# Enigma (manga)
Enigma, estilizado como ǝnígmǝ (エニグマǝnígmǝ?), es una serie de manga de misterio sobrenatural escrita e ilustrada por Kenji Sakaki. La historia se centra en ocho estudiantes que tienen habilidades especiales, Sumio Haiba, Shigeru Kurumiya, Aru Mizusawa, Moto Hasekura, Jirō Matsurigi, Hiina Kujōin, Takemaru Sudō y Ryō Kurisu; fueron atrapados en un juego llamado E-test por una entidad desconocida que se hace llamar Enigma. Ahora ellos deberán encontrar las siete contraseñas escondidas con sus habilidades en menos de tres días para poder salir de este macabro juego.
El manga fue serializado en la revista Shonen Jump de la editorial Shūeisha entre el 13 de septiembre del 2010 y el 31 de octubre del 2011. Todos los capítulos fueron recopilados en siete tankōbon, siendo el primero publicado el 29 de diciembre del 2010 y el séptimo el 3 de febrero del 2012. Un especial, considerado como el último capítulo, fue publicado en Shonen Jump Next, e incluido en el último tomo.

## Argumento
Sumio Haiba es un estudiante de instituto que vive en Tokio con una habilidad un tanto peculiar: A veces se queda dormido de repente y comienza a escribir inconscientemente premoniciones sobre lo que sucederá en el futuro. El cuaderno en donde las escribe lo llama el "Diario de los Sueños".
Sumio decide usar esta habilidad para ayudar a la gente antes de que sus premoniciones se cumplan y pueda haber problemas. Sin embargo un día su madre desaparece misteriosamente.
Al día siguiente, Sumio despierta sin saber cómo en su escuela junto a otras seis personas, cada una con una habilidad especial también. Luego aparece un monitor, y bajo el signo de una calavera, una extraña vos se hace llamar Enigma. Este les explica que se encuentran dentro de un juego, el E-test, en que cada uno deberá de usar sus habilidades para conseguir las siete contraseñas. La recompensa será dejarlos salir de la escuela y darles lo que más desean; en el caso de Sumio, su madre... ¿Qué les deparará a Sumio y a los demás?

## Personajes Principales
- Sumio Haiba (灰葉スミオ Haiba Sumio?): un estudiante de primer año de instituto, que tiene la habilidad de escribir premoniciones del futuro en el "diario de los sueños" cuando duerme.[1] Luego de entrar en el e-test, se convierte en el líder de facto del grupo, debido a su espíritu optimista y la capacidad que tiene para ayudar a otros cuando están en peligro. Se revela que su verdadera habilidad es la "telepatía", y que, combinada con la "premonición" de Shigeru, era lo que le permitía escribir el futuro en el diario de los dueños inconscientemente.
- Shigeru Kurumiya (来宮しげる Kurumiya Shigeru?): compañera de clases y amiga de la infancia de Sumio. Su habilidad es la "premonición", la cual se complementa con la "telepatía" de Sumio. Puede ver el futuro consciente e inconscientemente. No sabía de su habilidad hasta que entró en el e-test, por lo que al principio la usaba inconscientemente mediante Sumio, quien escribía las premoniciones en el diario de los sueños sin saber de donde venían. Está enamorada de Sumio.
- Moto Hasekura (支倉モト Hasekura Moto?): otro estudiante de primer año, el cual tiene la habilidad "maldición", como la llama él mismo.[4]  Puede hacer que las cosas se vuelvan invisibles o desaparezcan, cosa que el considera una maldición. Su lema es que siempre toma el camino más seguro en la vida.
- Hiina Kujōin (九条院ひいな Kujōin Hiina?): estudiante de segundo año de instituto. Su habilidad es la "tercera mano".[5]  Puede mover cosas pequeñas con esta y revisar cada lugar para ver si es seguro. Aunque la mano es invisible, deja rastros en cada lugar que toca. A lo largo de la historia desarrolla sentimientos por Sumio.
- Aru Mizusawa (水沢アル Mizusawa Aru?): un estudiante de segundo año que sufrió un accidente automovilístico y quedó con el cuerpo destrozado. Obtuvo la habilidad de "transformarse" permanentemente en el muñeco Pit-kun luego de un segundo accidente.[6]  Esto le permite tener más fuerza y saltar más alto.
- Takemaru Sudō (崇藤タケマル Sudō Takemaru?): estudiante de tercer año de instituto. Se enoja con facilidad y tiene mucha fuerza. Su habilidad es "rebobinar" el tiempo mediante la cicatriz que tiene en su espalda.[7]  Al igual que Shigeru, no tenía conocimiento de su habilidad hasta que entró en el e-test.
- Jirō Matsurigi (祀木ジロウ Matsurigi Jirō?): estudiante de tercer año de instituto y presidente del consejo estudiantil de la escuela. Le molesta todo aquello que perturbe la paz. Su habilidad es "sustracción cúbica".[8]  Puede reducir los objetos y regresarlos a su tamaña normal cuando quiera, pero no aumentarlos de tamaño.[9]  Antiguo participante del e-test, del cual fue el único sobreviviente, regresó de nuevo para salvar al compañero que dejó atrás, Ryō Kurisu.
- Ryō Kurisu (栗須リョウ Kurisu Ryō?): fue un estudiante de segundo año que quedó atrapado en el e-test como una sombra. Su habilidad es "superficie plana",[10] con la que puede introducirse en pinturas, libros y fotografías e interactuar con sus elementos. Se introduce en el grupo gracias a la ayuda de Jirō, quien le propició una pastilla que revirtió su transformación en sombra.
- Enigma (エニグマ Eniguma?): el principal antagonista de la serie y misterioso controlador del e-test. No se sabe quién es, porqué está haciendo esto, ni cómo lo hace. Es representado por el símbolo de un cráneo humano con la mandíbula en dirección opuesta.

## Lista de Volúmenes
Se han compilado todos los capítulos, más el especial, en siete volúmenes tankōbon, los cuales se muestran a continuación.
| Volumen | ISBN                   | Fecha de publicación en Japón | Capítulos |
| ------- | ---------------------- | ----------------------------- | --------- |
| 01      | ISBN 978-4-08-870168-4 | 29 de diciembre del 2010      | 1 - 7     |
| 02      | ISBN 978-4-08-870196-7 | 4 de marzo del 2011           | 8 - 16    |
| 03      | ISBN 978-4-08-870238-4 | 3 de junio del 2011           | 17 - 25   |
| 04      | ISBN 978-4-08-870276-6 | 4 de agosto del 2011          | 26 - 34   |
| 05      | ISBN 978-4-08-870297-1 | 4 de octubre del 2011         | 35 - 43   |
| 06      | ISBN 978-4-08-870320-6 | 2 de diciembre del 2011       | 44 - 51   |
| 07      | ISBN 978-4-08-870376-3 | 3 de febrero del 2012         | 52 - 56   |